# Collegio uninominale Trentino-Alto Adige - 02 (Camera dei deputati 2020)
Il collegio elettorale uninominale Trentino-Alto Adige - 02 è un collegio elettorale uninominale della Repubblica Italiana per l'elezione della Camera dei deputati.

## Territorio
Come previsto dalla legge n. 51 del 27 maggio 2019, il collegio è stato definito tramite decreto legislativo all'interno della circoscrizione Trentino-Alto Adige.
È formato dal territorio di 85 comuni della provincia autonoma di Trento: Ala, Altopiano della Vigolana, Arco, Avio, Baselga di Piné, Bedollo, Besenello, Bieno, Bleggio Superiore, Bocenago, Bondone, Borgo Chiese, Borgo Lares, Borgo Valsugana, Brentonico, Caderzone Terme, Calceranica al Lago, Caldonazzo, Calliano, Carisolo, Carzano, Castel Condino, Castel Ivano, Castello Tesino, Castelnuovo, Cinte Tesino, Civezzano, Comano Terme, Drena, Dro, Fiavé, Fierozzo, Folgaria, Fornace, Frassilongo, Giustino, Grigno, Isera, Lavarone, Ledro, Levico Terme, Luserna, Massimeno, Mori, Nago-Torbole, Nogaredo, Nomi, Novaledo, Ospedaletto, Palù del Fersina, Pelugo, Pergine Valsugana, Pieve di Bono-Prezzo, Pieve Tesino, Pinzolo, Pomarolo, Porte di Rendena, Riva del Garda, Roncegno Terme, Ronchi Valsugana, Ronzo-Chienis, Rovereto, Samone, San Lorenzo Dorsino, Sant'Orsola Terme, Scurelle, Sella Giudicarie, Spiazzo, Stenico, Storo, Strembo, Telve, Telve di Sopra, Tenna, Tenno, Terragnolo, Tione di Trento, Torcegno, Trambileno, Tre Ville, Valdaone, Vallarsa, Vignola-Falesina, Villa Lagarina e Volano.
Il collegio è parte del collegio plurinominale Trentino-Alto Adige - 01.

## Eletti
| Elezione | Elezione | Deputato       | Partito |
| -------- | -------- | -------------- | ------- |
|          | 2022     | Vanessa Cattoi | Lega    |

## Dati elettorali

### XIX legislatura
Come previsto dalla legge elettorale, 147 deputati sono eletti con sistema a maggioranza relativa in altrettanti collegi uninominali a turno unico.
| Candidati                                 | Candidati                | Voti    | %     | Liste                          | Voti    | %     |
| ----------------------------------------- | ------------------------ | ------- | ----- | ------------------------------ | ------- | ----- |
|                                           | Vanessa Cattoi ✔️ Eletto | 58 640  | 42,59 | Fratelli d'Italia              | 34 926  | 25,37 |
| Lega per Salvini Premier                  | Vanessa Cattoi ✔️ Eletto | 58 640  | 42,59 | 16 308                         | 11,84   |       |
| Forza Italia                              | Vanessa Cattoi ✔️ Eletto | 58 640  | 42,59 | 6 469                          | 4,70    |       |
| Noi moderati/Lupi - Toti - Brugnaro - UDC | Vanessa Cattoi ✔️ Eletto | 58 640  | 42,59 | 937                            | 0,68    |       |
|                                           | Michela Calzà            | 40 293  | 29,27 | Partito Democratico-IDP        | 29 197  | 21,21 |
| Alleanza Verdi e Sinistra                 | Michela Calzà            | 40 293  | 29,27 | 5 910                          | 4,29    |       |
| +Europa                                   | Michela Calzà            | 40 293  | 29,27 | 4 476                          | 3,25    |       |
| Impegno Civico - Centro Democratico       | Michela Calzà            | 40 293  | 29,27 | 710                            | 0,52    |       |
|                                           | Alessia Tarolli          | 11 072  | 8,04  | Azione - Italia Viva - Calenda | 11 072  | 8,04  |
|                                           | Maurizio Dal Bianco      | 8 771   | 6,37  | Movimento 5 Stelle             | 8 771   | 6,37  |
|                                           | Elena Albertini          | 8 067   | 5,86  | Südtiroler Volkspartei         | 8 067   | 5,86  |
|                                           | Maurizio Bisoffi         | 3 341   | 2,43  | Italexit                       | 3 341   | 2,43  |
|                                           | Tommaso Pappalardo       | 3 063   | 2,22  | Vita                           | 3 063   | 2,22  |
|                                           | Michele Berti            | 2 925   | 2,12  | Italia Sovrana e Popolare      | 2 925   | 2,12  |
|                                           | Irene Castellani         | 1 511   | 1,10  | Unione Popolare                | 1 511   | 1,10  |
| Totale                                    | Totale                   | 137 683 | 100   |                                | 137 683 | 100   |
|                                           |                          |         |       |                                |         |       |
| Schede bianche                            | Schede bianche           | 2 108   | 1,46  |                                |         |       |
| Schede nulle                              | Schede nulle             | 4 781   | 3,31  |                                |         |       |
| Votanti                                   | Votanti                  | 144 572 | 69,95 |                                |         |       |
| Elettori                                  | Elettori                 | 206 683 |       |                                |         |       |